# Кондратович, Киприан Антонович
Киприа́н Анто́нович Кондрато́вич (бел.  Цыпрыян Антонавіч Кандратовіч; 23 апреля (5 мая) 1859, д. Зиневичи 4 км на Северо-запад от Ваверки Лидский уезд, Виленская губерния, Российская империя — 31 октября 1932, имение Погородно, Лидский повет, Новогрудское воеводство, Польская Республика) — генерал от инфантерии (06.12.1910) русской императорской армии, участник русско-японской войны и Первой мировой войны.

## Биография
Родился 23 апреля (5 мая) 1859. Внебрачный сын графа Юрия Трубецкого, уездного судьи. Мать — Зинаида Залесская — дочь помещика, владевшего имением Мисевичи возле Зиневич (совр. Вороновский район Гродненская область), вышла замуж за дворянина Кондратовича, фамилию которого Киприан и получил. Трубецкие помогали воспитывать Киприана, помогли получить образование и начать военную карьеру.
Учился в Лидской дворянской уездной школе. В службу вступил в 1875 году юнкером рядового звания во 2-е Константиновское военное училище. В 1878 году произведён в подпоручики с прикомандованием к Лейб-гвардии Измайловскому полку, находившемуся в то время на театре войны с Турцией, в 1879 году переведён в Лейб-гвардии Егерский полк. Окончил Николаевскую академию Генерального штаба (1884; по 1-му разряду). Штабс-капитан гвардии с переименованием в капитаны Генерального штаба (ст. 25.03.1884).
С 8 ноября 1884 по 2 апреля 1888 года офицер для особых поручений при штабе Гренадерского корпуса. С 1 декабря 1885 по 1 октября 1886 года отбывал цензовое командование ротой в 1-м лейб-гренадерском Екатеринославском полку. Подполковник (ст. 24.04.1888).

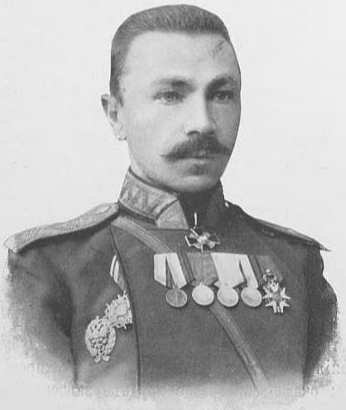
Генерал Кондратович. 1900 год.

С 2 апреля 1888 по 12 декабря 1889 года штаб-офицер для поручений при штабе Московского военного округа. С 12 декабря 1889 по 15 ноября 1897 года штаб-офицер для особых поручений при командующем войсками Московского ВО. Полковник (пр. 1893; ст. 28.03.1893; за отличие). Цензовое командование батальоном отбывал в 6-м гренадерском Таврическом полку (01.05.—01.09.1895). С 15 ноября 1897 года начальник штаба 2-й гренадерской дивизии.
В 1884—1900 годах активно сотрудничал в газете «Московские ведомости» где вёл колонку военного обозревателя.
В 1901 году был произведён в генерал-майоры с назначением командиром 2-й бригады 30-й пехотной дивизии. За боевые отличия при подавлении боксёрского восстания 1900—1901 годов Кондратович был награждён орденом св. Владимира 3-й степени с мечами.
Очевидец тех событий журналист Дмитрий Янчевецкий в книге «У стен недвижного Китая» писал про генерала Кондратовича следующее:

23 сентября вышел из Мукдена летучий отряд, под начальством Генерального Штаба генерала Кондратовича, заведывавшего [604]военными сообщениями, в составе пехоты и артиллерии (подполковник кн. Крапоткин), конницы (есаул Мадритов) и сапер. Назначение этого отряда было установить речное сообщение по реке Ляохэ и её притоку Хунхэ, протекающему возле Мукдена, для того чтобы доставлять транспорты водою от Инкоу до Мукдена.
Генерал Кондратович прошел весь назначенный путь, имел во многих местах перестрелку с китайскими беглыми войсками и хунхузами и впервые установил связь по реке Ляохэ между Мукденом и Инкоу. На генерала Кондратовича в кампанию 1900 года было возложено весьма трудное, сложное и ответственное дело: устройство военных сообщений и тыловой организации на огромной области — от Пекина до Мукдена. Благодаря его стараниям, вскоре после взятия Пекина и Мукдена русский военный телеграф, проведенный нашими саперами, уже работал между Порт-Артуром и этими столицами. Также благодаря настойчивости генерала Кондратовича быстро был восстановлен китайский телеграф, разрушенный в Манчжурии боксерами. С помощью этого телеграфа было установлено прямое телеграфное сообщение между Порт-Артуром и Сибирью, благодаря чему Петербург получил возможность сообщаться непосредственно с Манчжурией и Квантуном по русскому телеграфу, не прибегая к иностранным кабелям. Впоследствии генерал Кондратович был начальником отрядов, которые посылались вглубь Манчжурии для усмирения страны.
В 1902 году Кондратович был назначен в распоряжение командующего войсками Квантунской области (потом наместника его императорского величества на Дальнем Востоке) Е. И. Алексеева, а в 1904 году — командующим 9-й Восточно-Сибирской стрелковой бригадой, развёрнутой затем в дивизию, и с ней в составе Южного отряда генерала барона Штакельберга принял участие во всех боях русско-японской войны, начиная с Вафангоу.
В сражении под Ляояном, состоя начальником боевого участка на передовых ляоянских позициях у деревни Фанцзятунь, Кондратович проявил большую распорядительность, личное мужество и умелое расходование сил своего незначительного отряда и отбил ряд опасных атак превосходящего в силах противника. Когда же вследствие громадной убыли людей в дивизии положение отряда стало критическим, Кондратович, по личной своей инициативе и вопреки приказанию командира корпуса, двинул ближайшие к позиции части корпусного резерва, лично направил их на угрожаемые противником пункты позиции и тем отстоял позицию. За этот подвиг Кондратович был 17 июля 1906 года награждён орденом св. Георгия 4-й степени:

За то, что, состоя 16-го и 18-го августа 1904 года начальником боевого участка на передовых Ляоянских позициях у дер. Фанцзятунь, он, благодаря распорядительности, личному мужеству и умелому расходованию сил своего незначительного отряда, отбил многочисленные бешеные атаки противника, превосходившего во много раз в числе наш слабый отряд; 18-го августа, когда вследствие громадной убыли людей из дивизии, положение отряда стало критическим и прорыв позиции противником сделался неизбежным, генерал-лейтенант Кондратович, по личной своей инициативе и вопреки приказания командира корпуса, двинул ближайшие к позиции части корпусного резерва (2 батальона 18-го Восточно-Сибирского стрелкового полка), лично направил их на более угрожаемые противником участки позиции, чем отстоял позицию и спас от неизбежной гибели остатки своей дивизии.

Другими боевыми наградами Кондратовича за эту кампанию, в которой он был 13 февраля 1905 года ранен, были: чин генерал-лейтенанта, золотое оружие с надписью «За храбрость» и ордена Святого Станислава 1-й степени с мечами и Святой Анны 1-й степени с мечами.
В 1907 году Кондратович был назначен командиром 2-го армейского корпуса, в 1908 году — помощником Туркестанского генерал-губернатора Самсонова и командующего войсками округа, исполнял обязанности начальника штаба Семиреченского казачьего войска. 1 января 1910 года назначен командиром 1-го Кавказского армейского корпуса, а 6 декабря того же года произведён в генералы от инфантерии. Одновременно был помощником Тифлисского генерал-губернатора. 15 августа 1913 года назначен командиром 23-го армейского корпуса, с которым принял участие в Первой мировой войне.

## Первая мировая война
В первых же боях 1914 года в Восточной Пруссии проявил себя крайне неудачно.
Согласно рапорту главнокомандующего Северо-Западным фронтом генерала Жилинского, отряд Кондратовича в составе 2-й пехотной дивизии, Кексгольмского гвардейского полка и бригады 6-й кавалерийской дивизии должен был прикрывать отход 15-го армейского корпуса от Найденбурга. Однако генерал Кондратович «оставил свои войска и в ночь на 17 августа оказался в Прасныше».
Головин Н. Н. в своих военно-исторических исследованиях приводит другую точку зрения. В ночь на 13/26 августа 2-я пехотная дивизия 23-го армейский корпуса генерала Кондратовича ночевала в Скотау de:Szkotowo. К вечеру 13/26 августа она должна была достигнуть шоссе Рейхенау en:Rychnowo, Kuyavian-Pomeranian Voivodeship — Хохенштайн pl:Olsztynek. Командир 15-го русского армейского корпуса генерал Мартос получил данные воздушной разведки о том, что между озёрами Мюлен pl:Mielno (jezioro na Pojezierzu Olsztyńskim) и Дамерау en:Great Dąbrowa тянется сильно укрепленная немецкая позиция с большим числом батарей. Однако, 2-я пехотная дивизия 23-го русского армейского корпуса выступила на фронт во много раз превосходящего противника «двумя колоннами : левая (2-я бригада) шла западнее озера Ковноткен pl:Jezioro Kownatki на Гр. Гардиен pl:Gardyny (powiat ostródzki); правая (1-я бригада) шла восточнее озера Ковноткен на Мюлен». Две бригады дивизии «решительно» перешли в наступление на фронт главных сил XX немецкого корпуса. В результате, попав под жесточайший огонь во много раз превосходящей артиллерии противника, бригады отошли с огромными потерями. Генерал Кондратович, видя безрассудность движения в сторону шоссе, делает все возможное, чтобы исправить ошибку штаба 2-й армии генерала Самсонова, оставившего Нейденбург совершенно открытым с запада и наносит контр удар. 14/27 августа 1 -я бригада 2-й пехотной дивизии перешла в наступление в тыл левого фланга наступающей колонне немцев в районе Ваплиц. Более 1000 пленных, много орудий и гаубиц оставил противник. В результате доблестной, совместной борьбы частей 15 русского армейского корпуса и 2-й пехотной дивизии 23-го русского армейского корпуса была разбита 41-я немецкая дивизия (Битва у Ваплиц de:Gefecht von Waplitz). Генерал Людендорф в своих воспоминаниях отмечал, что «41-я пехотная дивизия была атакована у Ваплиц и отброшена. Она очень серьёзно пострадала». В 9 часов утра 14/27 августа командир 1-го немецкого корпуса генерал Франсуа получил известие о поражении 41-й пехотной дивизии. Следуя приказу Людендорфа, он направляет собранные части 1-го немецкого корпуса у Шонкау pl:Sękowo (województwo warmińsko-mazurskie) на Ронтцкен de:Rączki (Nidzica) с целью предотвращения прорыва русских войск.
 Вместо продолжения (14/27 августа) манёвра всем 1-м немецким корпусом на Нейденбург в тыл армии Самсонова, командование 8-й германской армии стремится прижать корпус генерала Франсуа к правому флангу своего ХХ-го корпуса 
.
Наступление частей 1-го немецкого корпуса на Ронтцкен сопровождалось огнем многочисленной артиллерии. Основной удар неприятеля принял на себя Лейб-гвардии Кексгольмский полк XXIII корпуса. Огромное превосходство в силах вынуждает полк медленно «шаг за шагом» отодвигаться к Лана de:Łyna (Ort). Доблесть русских войск и искусство строевых начальников делают все, чтобы отсрочить катастрофу и дать шанс главнокомандующему армиями Северо-Западного фронта генералу Жилинскому оказать немедленную помощь центральным корпусам 2-й русской армии. Однако, штаб армий Северо-Западного фронта не принимает никаких мер.
30 августа был отчислен от занимаемой должности; с 25 ноября 1915 года числился в резерве при штабе Минского военного округа. С 8 мая 1917 года командовал 75-й пехотной дивизией.

## Военный министр БНР
После Октябрьской революции уехал в Белоруссию. В 1917 году на съезде воинов-белорусов Западного фронта генерал от инфантерии Киприан Кондратович был избран в Центральный белорусский военный совет (ЦБВС). Он возглавил бюро по организации белорусской армии. Его помощниками были генерал-майор Пожарский, полковник Комаровский и поручик К. Езавитов. В октябре 1917 г. белорусская военная делегация в составе председателя исполкома ЦБВС С. Рак-Михайловского, К. Кондратовича, Н. Ярушевича и И.Щербы выехала в Ставку для переговоров с Верховным главнокомандующим генералом Н. Духониным об организации белорусских воинских формирований. На встрече генерал Духонин ничего конкретного не ответил, однако через несколько дней прислал телеграмму, которая разрешала формирование белорусских отделов через пополнение белорусами избранных единиц российской армии. К. Кондратович разработал соответствующий план и получил разрешение на создание белорусского полка в Минске, а в последующем и белорусского корпуса на Западном фронте.
25 марта 1918 года была провозглашена независимость Белорусской Народной Республики (БНР). Генерал Кондратович вошел в состав Рады БНР, состоял в должности министра обороны БНР.
В мае-июне 1918 г. входил в состав Народного секретариата БНР.
11 ноября 1918 г. К. Кондратовичу и полковнику К. Езавитову было поручено создание штаба 1-го Белорусского полка. К. Кондратович предложил проект создания 200-тысячной белорусской армии.
В завершении немецкой оккупации Беларуси руководство OBER-OST (в Ковно) дало свое согласие на формирование для всех национальностей полиции под руководством генерала К. Кондратовича. Свое несогласие выразили поляки, которые организовывали Отделы Самообороны земли Минской, Лидской и т. д. Во время встречи генерала К. Кондратовича с польским командующим генералом Владиславом Вейком было достигнуто соглашение, что каждая народность будет иметь собственные отделы самообороны на принципах автономии и только в случае общей угрозы будут подчиняться общему руководству. В скором времени на совещании в Минске генерал К. Кондратович предложил место начальника штаба польскому полковнику Фабиану Кабардо. Однако до создания общего фронта против большевиков так дело и не дошло, и обе стороны создавали отдельные вооруженные силы.
В декабре 1918 года, перед приходом большевиков в Минск, правительство БНР во главе с премьер-министром Антоном Луцкевичем переезжает в Вильно. Генерал К. Кондратович также переезжает в Вильно.
В декабре 1918 г. совместно с В.Ластовским возглавлял Совет государственной безопасности БНР.
В конце 1918 года генерал Кондратович сформировал в Гродно Белорусскую комендатуру (штаб) и 1-й Белорусский полк, который состоял из 5 рот и 1 эскадрона. С декабря 1918 г. по апрель 1919 г. полк располагался в Александровских казармах.
В начале 1919 г. генерал Кондратович вместе с депутатом Государственной думы России Ознобишиным выезжает в Париж для участия в мирной конференции.
В мае 1919 г. они вручили председателю конференции меморандум правительства БНР и получили разрешение на приезд белорусской делегации в Париж. После прибытия делегации, работал в её составе.
В начале февраля 1919 г. генерал Кондратович и Я. Воронко получили уведомление, что Антанта приняла постановление об оказании финансовой и военной помощи в виде поставок вооружения летувисам и белорусам для борьбы с большевиками.
В 1920 году, после польской оккупации Западной Белоруссии, генерал Кондратович перебрался в Литву. Согласно договору между правительствами БНР и Литвы от 11 ноября 1918 г., генерал К. Кондратович командовал белорусскими войсками, которые отступили из Белоруссии в Литву. Соглашение также предусматривало создание белорусских военных единиц, подчиненных литовскому главному руководству. В то время литовская армия находилась в стадии зарождения и поэтому создание белорусских формирований являлось важным укреплением армии Литвы. Правительству Литвы остро не хватало кадровых офицеров. Генерал К. Кондратович был назначен на короткий срок вице-министром народной обороны в правительстве Литвы (фактическим же руководителем военного министерства являлся премьер Августинас Вальдемарас). Майор белорусской армии Александр Руженцов позднее вспоминал: «вице-министром был крайне непопулярный среди литвинов генерал российской службы К. А. Кондратович… в скором времени Кондратович подал в отставку».
В конце 1921 года вышел в отставку и жил в своём имении Погородно (ныне Вороновский район, Гродненская область, Республика Беларусь).

## Место захоронения
Последние годы Кондратович провел в инвалидном кресле, болея потерей координации движения. Он не мог ходить, и жена наняла постоянную прислугу.
Умер 31 октября 1932 года. Похоронен на Лидском православном кладбище в том самом мундире, в котором был ранен в 1905 году.
Жена генерала — Ада Кондратович, после наступления Красной армии 17 сентября 1939 года на Польшу, вынуждена была уехать через Литву к своей дочери Вере Кондратович в Англию. В августе 1998 года внук генерала приезжал в Белоруссию и перезахоронил гроб генерала на новом кладбище в г.п. Вороново. Урну с частицами праха своей матери Веры он захоронил в парке. Надпись на кресте гласила: «Вера Киприановна Рейни (Кондратович) 1912-1988». В мае 2000 года гроб с останками генерала был перезахоронен возле церкви в Вороново, Гродненской области.

## Исследовательская работа
В 1884—1900 гг. — сотрудничал с газетой «Московские ведомости».
Перу Кондратовича принадлежит книга (в соавторстве с подполковником И. Я. Соколом) «Плевна и гренадеры 28 ноября 1877 г.», изданная в Москве в 1887 году, за которую он удостоился Высочайшей благодарности.

## Награды
Российские:
- Орден Святого Станислава 3-й степени (1885)
- Орден Святой Анны 3-й степени (1891)
- Орден Святого Станислава 2-й степени (1896)
- Орден Святого Владимира 3-й степени с мечами (1902)
- Орден Святого Станислава 1-й степени с мечами (1904)
- Орден Святой Анны 1-й степени с мечами (1905)
- Золотое оружие с надписью «За храбрость» (ВП 07.03.1906)
- Орден Святого Георгия 4-й степени (ВП 17.07.1906)
- Орден Святого Владимира 2-й степени (03.07.1909)
- Орден Белого орла (06.12.1912)
- Орден Святого Александра Невского (ВП 21.05.1916)
- Медаль «В память русско-турецкой войны 1877—1878 гг.»
- Медаль «За поход в Китай»
- Медаль «В память русско-японской войны»
- Медаль Красного Креста «В память русско-японской войны»

Иностранные:
- Французский Орден Почётного легиона, кавалерский крест (1892)
- Орден Итальянской короны 2-й степени